# Отдельный танковый батальон

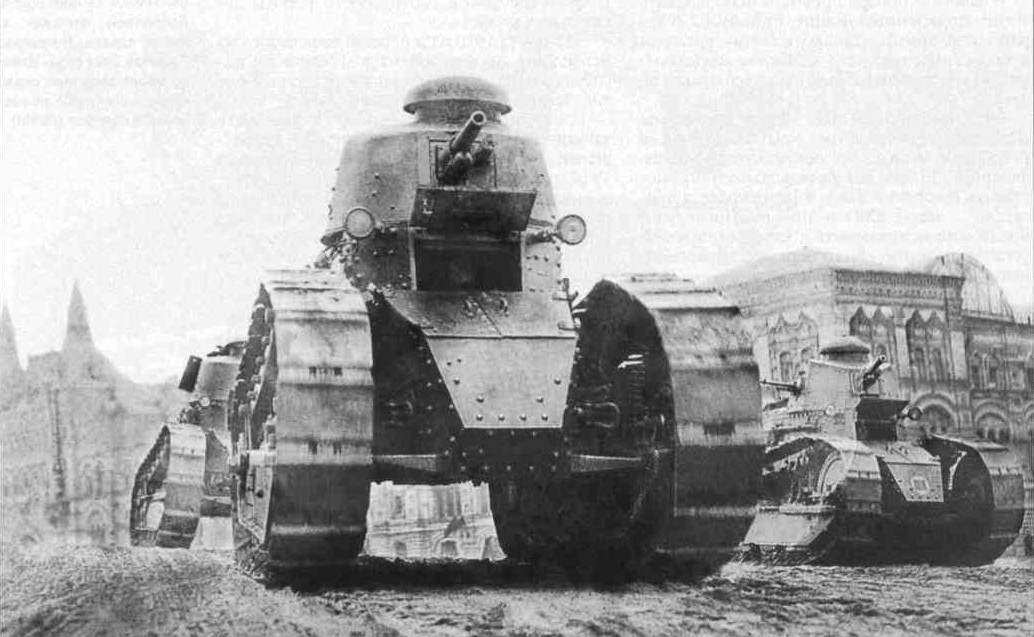
Танки РККА на параде. Впереди трофейный Рено ФT, сзади слева — «Рено-русский» с пушечно-пулемётным вооружением, 8 ноября 1924 года.

Отдельный танковый батальо́н (отб) (от фр. Bataille — битва, бой, сражение) — отдельное формирование (воинская часть), тактическая единица танковых войск в составе вооружённых сил многих государств мира.

## СССР и Россия
В ВС СССР и в Вооружённые силах Российской Федерации имеет действительное (пример: 123-й отдельный танковый батальон им. Котовского) и условное наименование (пример: Войсковая часть № 54321). Штатная категория командира отдельного танкового батальона — подполковник.

### История
Первая танковая часть на территории РСФСР, примерно соответствующая отб — танковый дивизион при Совнаркоме Советской Украины — была создана в Харькове краскомом А. И. Селявкиным в 1919 году из трофейных французских танков FT-17, захваченных у союзных экспедиционных сил на Юге России под Одессой. Впоследствии эта первая в СССР танковая часть была преобразована в Танковую эскадру РККА (называемую, по месту размещения «Лефортовская», 1922 год), основной броневой силой которой были трофейные английские танки Mark V.
После гражданской войны, несмотря на огромные экономические трудности, Советская Россия изыскивала возможности, чтобы строить танки, понимая их важность в военном деле.

Г. Танковые и броневые части

1) Танковые части. Организация не изменилась, по-прежнему имеются тяжёлые и лёгкие батальоны 3-х ротного состава, по 30 танков в батальоне. Изменения чисто штатного порядка свелись к унификации органов разведки и связи, к исключению радиостанции за отсутствием соответствующего оборудования, к уточнению структуры составных подразделений и к сокращению личного состава и лошадей. Численность тяжёлого батальона сократилась с 707 чел. и 75 лош. до 692 чел. и 35 лошадей, лёгкого — с 531 чел. и 75 лош. до 438 чел. и 35 лошадей.— Из доклада начальника ГУ РККА В. Н. Левичева председателю РВС СССР К. Е. Ворошилову о вновь разработанных штатах военного времени строевых частей Сухопутных и Военно-воздушных сил, август 1927 года.
С 1930 года оборонная промышленность СССР начала массовый выпуск различных танков, был взят курс на механизацию и моторизацию Вооружённых Сил. Были поставлены задачи о насыщении подразделений и частей РККА средствами механизации и моторизации различных родов войск.
В 1932 году было создано (строились по территориальному принципу) три отдельных танковых батальона, которые размещались в промышленных районах, где было налажено производство танков.
К началу 1936 года уже было создано четыре механизированные корпуса, шесть отдельных механизированных бригад, шесть отдельных танковых полков, пятнадцать механизированных полков кавалерийских дивизий и значительное количество отдельных танковых батальонов и рот в стрелковых дивизиях (сд).
Отдельные танковые батальоны в составе сд предназначались для усиления стрелковых частей (полков) дивизии и соединения при прорыве обороны противника. По штату сд, на осень 1939 года, в отб, входило от 20 до 40 боевых машин, и он должен был иметь две танковые роты: одну на Т-37 или Т-38 и одну на Т-26 или ХТ-26, но на практике не всегда было так. Зачастую в отб сд наличествовали только танкетки, а танки Т-26 могли быть и устаревших модификаций с пулемётным вооружением. Они должны были действовать вместе с пехотой, не отрываясь от неё на большое расстояние, и назывались танками непосредственной поддержки пехоты (ТНПП, современное БМП).
Также отб в зависимости от организационно-штатной структуры организационно придавался стрелковым корпусам или армиям.
С началом Великой Отечественной войны большие потери в броневых и танковых средствах, невозможность их быстрого восстановления или пополнения ими формирований, из танкового запаса, его просто не было, заставили командование ВС СССР поберечь танки и использовать их в целях непосредственного прикрытия пехоты, действий из засад, для повышения устойчивости обороны стрелковых войск.
К осени 1941 года все механизированные корпуса были расформированы (в соответствии с директивным письмом Ставки ВГК от 15 июля 1941 года), основными организационными единицами ТВ Красной Армии стали танковые бригады и отдельные танковые батальоны. В сентябре 1941 года началось создание отдельных танковых батальонов различной штатной танковой численности (от 29 до 36 танков в отб). Крупных броневых и танковых соединений для проведения наступательных операций руководство ВС СССР не имело.
На 1 декабря 1941 года в РККА было шестьдесят восемь отдельных танковых бригад и тридцать семь отдельных танковых батальонов, использовавшихся главным образом для непосредственной поддержки пехоты. Такая организация в условиях 1941 года была вынужденной.
Позднее оборонные возможности СССР позволили в кратчайшие сроки наладить массовый выпуск танков и их снабжение формирований ТВ и основными организационными единицами ТВ Красной Армии стали танковые армии.
В настоящее время основными организационными единицами ТВ являются бригады и отб, в штатный состав отдельного танкового батальона входят (вариант):
- штаб;
- взвод управления (ву);
- взвод технического обеспечения (вто);
- взвод материального обеспечения (вмо);
- медицинский взвод (медв);
- первая танковая рота (1 тр), на Т-90;
- вторая танковая рота (2 тр), на Т-90;
- третья танковая рота (3 тр), на Т-90;
- мотострелковая рота (мср), на БТР-80;
- зенитная ракетная батарея (зрбатр), на Тор;

Количество боевых машин в организационно-штатном структуре отдельного танкового батальона (вариант) — 93 шт.

### Принятые сокращения
| Сокращения, принятые в РККА, РККФ, Советской Армии и ВМФ: - отб — отдельный танковый батальон; - гв. отб — гвардейский отдельный танковый батальон; - оотб — отдельный огнеметный танковый батальон; - оутб — отдельный учебный танковый батальон; - № (номер) батальона (1-й, 2-й, 3-й, 4-й …); |

### Отдельные танковые батальоны в СССР
| Наименование                                              | В составе                     | Примечание |
| --------------------------------------------------------- | ----------------------------- | --- |
| Отдельный танковый батальон 7-й армии                     | 7-я отдельная армия           | 14 марта 1942 переименован в 431-й отдельный танковый батальон                                                                          |
| Отдельный танковый батальон 8-й армии                     | Приморская оперативная группа | |
| Отдельный танковый батальон 23-й армии                    |                               | |
| Отдельный танковый батальон Ленинградского фронта         | Ленинградский фронт           | |
| 8-й отдельный танковый батальон                           |                               | сформирован 24 августа 1941 года на базе 109-го и 110-го танковых полков                                                                |
| 41-й отдельный танковый батальон                          |                               | |
| 48-й отдельный танковый батальон                          |                               | сформирован в составе Ленинградского фронта в районе Агалатово в конце июля 1941 года по штату № 010/85                                 |
| 71-й отдельный танковый батальон                          |                               | |
| 81-й отдельный танковый батальон                          | Приморская армия              | в составе Севастопольского оборонительного района                                                                                       |
| 85-й отдельный танковый батальон                          |                               | |
| 87-й отдельный танковый батальон                          |                               | |
| 103-й отдельный танковый батальон                         |                               | |
| 106-й отдельный танковый батальон                         | 152-я танковая бригада        | |
| 107-й отдельный танковый батальон                         | 4-й армия                     | |
| 107-й отдельный танковый батальон                         | 8-й армия                     | |
| 107-й отдельный танковый батальон                         | 54-й армия                    | |
| 107-й отдельный танковый батальон Карельского фронта      |                               | |
| 107-й отдельный танковый батальон Ленинградского фронта   |                               | |
| 110-й отдельный танковый батальон                         |                               | |
| 112-й «А» отдельный танковый батальон                     |                               | |
| 112-й «Б» отдельный танковый батальон                     |                               | |
| 116-й отдельный танковый батальон Северо-Западного фронта |                               | |
| 116-й отдельный танковый батальон 58-й танковой бригады   |                               | |
| 131-й отдельный танковый батальон                         |                               | |
| 287-й отдельный танковый батальон                         |                               | |
| 287-й отдельный танковый батальон 8-й стрелковой бригады  |                               | |
| 363-й отдельный танковый батальон                         |                               | |
| 429-й отдельный танковый батальон                         |                               | |
| 431-й отдельный танковый батальон                         | 7-я отдельная армия           | до 14 марта 1942 — Отдельный танковый батальон 7-й армии, 6 мая 1944 обращён на формирование 92-го отдельного танкового полка           |
| 475-й отдельный танковый батальон                         | Воронежский фронт             | Переформирован в танковый полк, а в феврале 1943 года полк ВФ получил действительное наименование 262-й отдельный танковый полк прорыва |

## Галерея

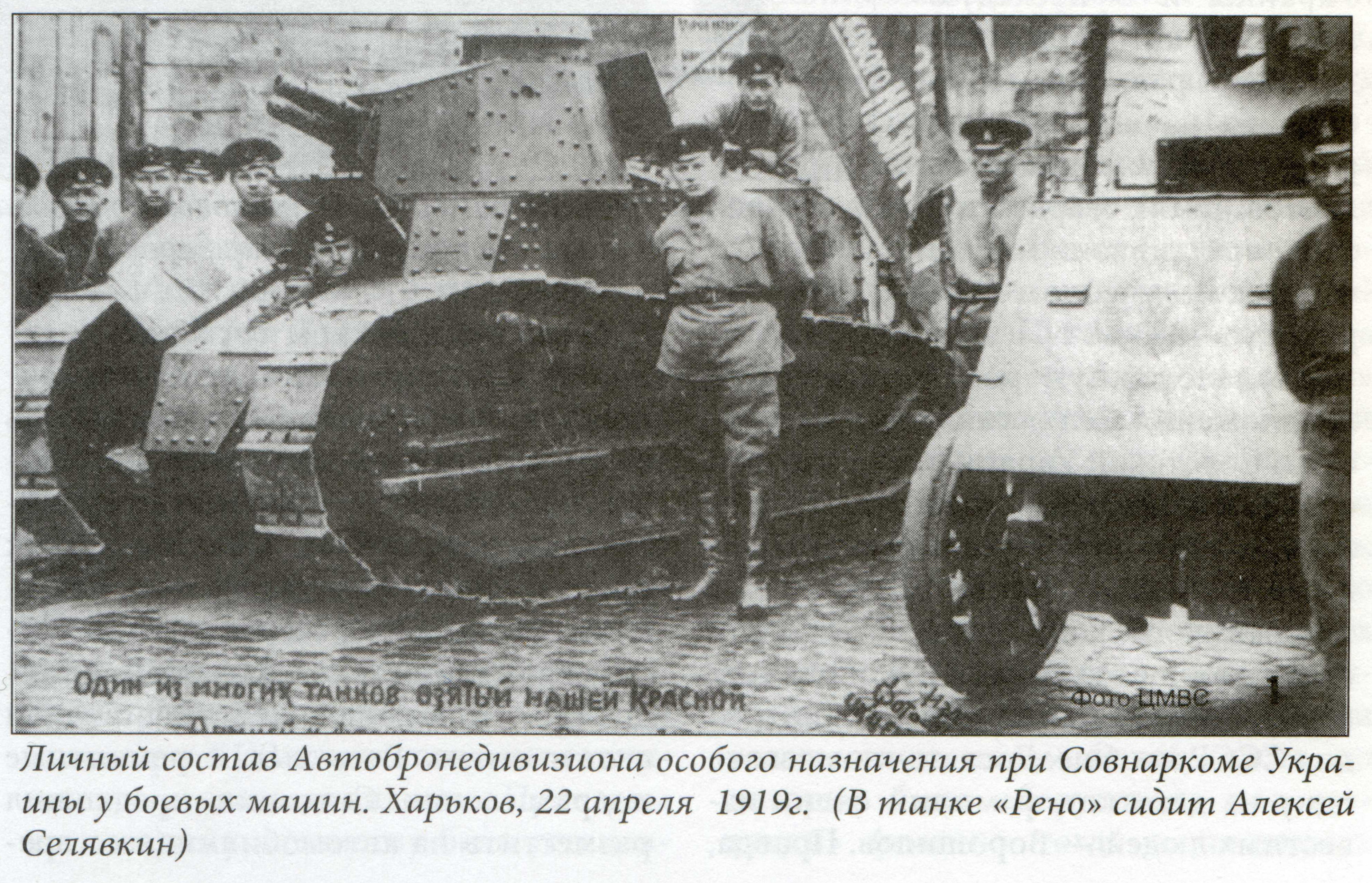
Бронедивизион Совнаркома с трофейным французским танком Рено ФТ.
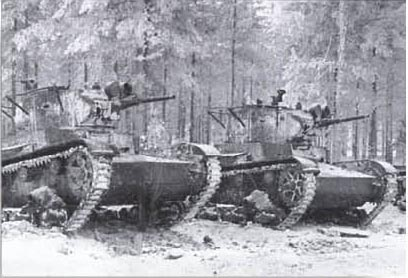
Подразделение танков поддержки пехоты Т-26, 1939 год.
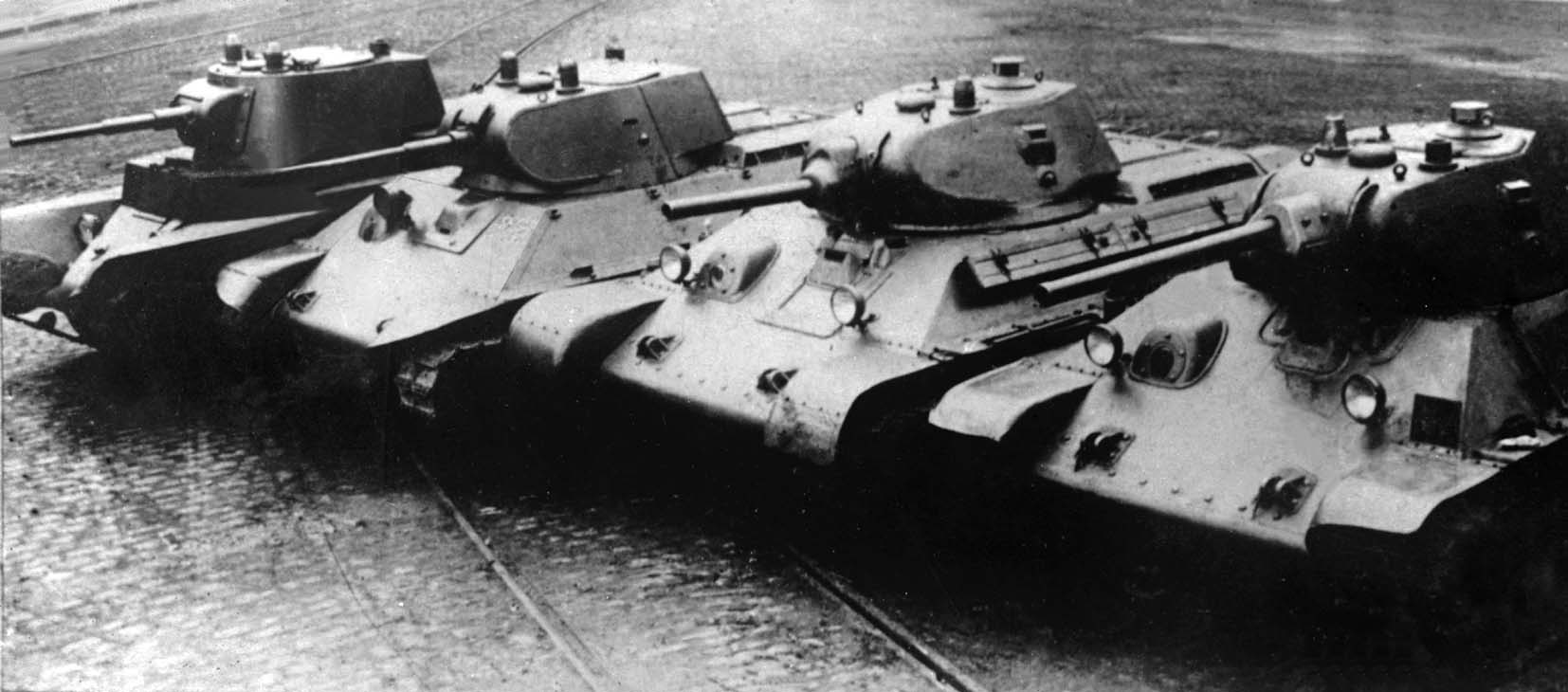
Довоенные танки производства завода № 183. Слева направо: А-8 (БТ-7М), А-20, Т-34 обр. 1940 г. с пушкой Л-11, Т-34 обр. 1941 г. с пушкой Ф-34.
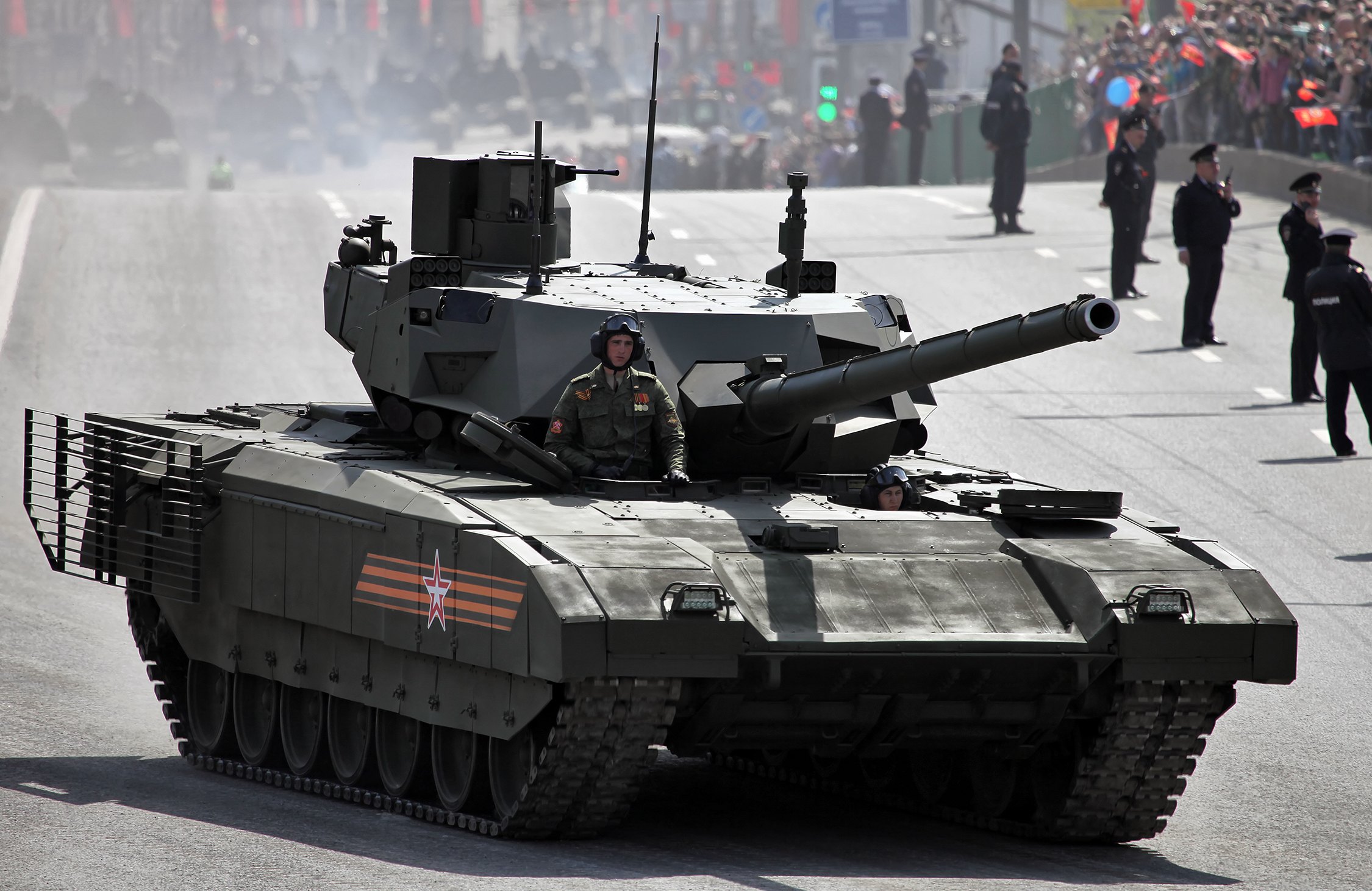
Основной танк Т-14 «Армата». 9 мая 2015 года.